# Jare Henrik Tiihonen 2
Jare Henrik Tiihonen 2 (JHT2) è il sesto album di studio del rapper finlandese Cheek, pubblicato il 22 settembre 2010 attraverso la Rähinä Records.
Dall'album sono stati estratti tre singoli, Jippikayjei, Maanteiden kingi e Mika siinä on.
L'album è diventato disco d'oro in Finlandia per aver venduto oltre 10000 copie.

## Tracce
1. Viimeiseen hengenvetoon (feat. Illi)
2. Maanteiden kingi
3. Niin hyvin että hävettää (feat. Mia)
4. Jippikayjei
5. Mikä siinä on (feat. Jontte)
6. Resepti (feat. Herrasmiesliiga)
7. Mä en nää rakkautta (feat. Sami Saari)
8. Repsikka (feat. Osmo Ikonen)
9. Takapulpetin poika
10. Tyhmää ja tyylikästä
11. Orjantappuraa
12. Se parhaiten nauraa (feat. Herrasmiesliiga)

## Produttori
- MMEN: brani 1, 3, 4, 8, 10 e 11
- Elastinen: brani 2 e 7
- Sakke: brano 5
- OP Beats: brani 6 e 12
- Coach Beats: brano 9

## Classifica
| Classifica | Massima posizione |
| ---------- | ----------------- |
| Finlandia  | 1                 |